# Liste der Briefmarkenausgaben zu den Afrikaspielen
Die Liste der Briefmarkenausgaben zu den Afrikaspielen gibt einen Überblick über die zu diesem Anlass erschienenen Briefmarken. Meistens haben die Postverwaltungen der ausrichtenden Länder zu den seit 1965 in der Regel alle vier Jahre stattfindenden Afrikaspielen, französisch Jeux Africains, englisch (All) African Games, Briefmarken herausgegeben. Vor allem in der Anfangszeit haben auch einige Gastländer, so der Niger viermal, Briefmarken zu den Spielen beigesteuert. Die bisher meist bedachten Spiele waren die ersten von 1965 in Brazzaville mit Ausgaben aus sieben Ländern.

## 1965 Brazzaville (Republik Kongo)
| Ausgabeland          | Michel-Nr. | Bemerkungen |
| -------------------- | ---------- | --- |
| Kongo (Brazzaville)  | 76–80      | Auch als Block 3 |
| Kongo (Leopoldville) | 221–226    | Die Marken tragen die Aufschrift Eliminatories Poule y Leopoldville und bezogen sich offenbar auf in Leopoldville, dem heutigen Kinshasa, ausgetragene Vorrundenspiele in den Ballsportarten. Mit Aufdruck erschienen zwei dieser Marken auch anlässlich der kongolesischen Spiele 1967 (Michel-Nr. 301/302) |
| Gabun                | 225/226    | |
| Mali                 | 112/113    | |
| Niger                | 104–107    | |
| Obervolta            | 167–169    | |
| Togo                 | 467–471    | auch geschnitten |

## 1973 Lagos (Nigeria)
| Ausgabeland         | Michel-Nr.        | Bemerkungen |
| ------------------- | ----------------- | ----------- |
| Nigeria             | 269–272           |             |
| Kongo (Brazzaville) | 407/408           |             |
| Mali                | 372–374           |             |
| Niger               | 358–361           |             |
| Tschad              | 650–652, Block 58 |             |

## 1978 Algier (Algerien)
| Ausgabeland | Michel-Nr.       | Bemerkungen                                                  |
| ----------- | ---------------- | ------------------------------------------------------------ |
| Algerien    | 723–727          |                                                              |
| Benin       | 144–146, Block 6 |                                                              |
| Libyen      | 647–649          | mit durchgehend auf der Rückseite aufgedrucktem Staatswappen |
| Niger       | 625/626          |                                                              |

## 1987 Nairobi (Kenia)
| Ausgabeland         | Michel-Nr.        | Bemerkungen |
| ------------------- | ----------------- | ----------- |
| Kenia               | 404–408, Block 32 |             |
| Kamerun             | 1150/1151         |             |
| Kongo (Brazzaville) | 1102/1103         |             |
| Niger               | 1023–1026         |             |

## 1991 Kairo (Ägypten)
| Ausgabeland | Michel-Nr.          | Bemerkungen                                             |
| ----------- | ------------------- | ------------------------------------------------------- |
| Ägypten     | 1715–1721, Block 54 | Die Marken wurden paarweise senkrecht zusammengedruckt. |
| Tansania    | 916–920, Block 161  |                                                         |

## 1995 Harare (Simbabwe)
| Ausgabeland | Michel-Nr. | Bemerkungen |
| ----------- | ---------- | ----------- |
| Simbabwe    | 558–563    |             |

## 1999 Johannisburg (Südafrika)
| Ausgabeland | Michel-Nr. | Bemerkungen |
| ----------- | ---------- | ----------- |
| Algerien    | 1247/1248  |             |

Die Postverwaltung des Ausrichters Südafrika bedachte die Spiele nicht.

## 2003 Abuja (Nigeria)
| Ausgabeland | Michel-Nr. | Bemerkungen       |
| ----------- | ---------- | ----------------- |
| Nigeria     | 756–759    | Auch als Block 26 |

## 2007 Algier (Algerien)
| Ausgabeland | Michel-Nr. | Bemerkungen |
| ----------- | ---------- | ----------- |
| Algerien    | 1517       |             |

## 2011 Maputo (Mosambik)
keine Ausgaben

## 2015 Brazzaville (Republik Kongo)
| Ausgabeland         | Michel-Nr. | Bemerkungen |
| ------------------- | ---------- | ----------- |
| Kongo (Brazzaville) | 1817       |             |

## 2019 Rabat (Marokko)
| Ausgabeland | Michel-Nr. | Bemerkungen      |
| ----------- | ---------- | ---------------- |
| Marokko     | N. N.      | Zwei Briefmarken |

## Quelle
- Michel-Kataloge: Nordafrika, Westafrika, Zentralafrika, Ostafrika, Südafrika